# 生ラムネ

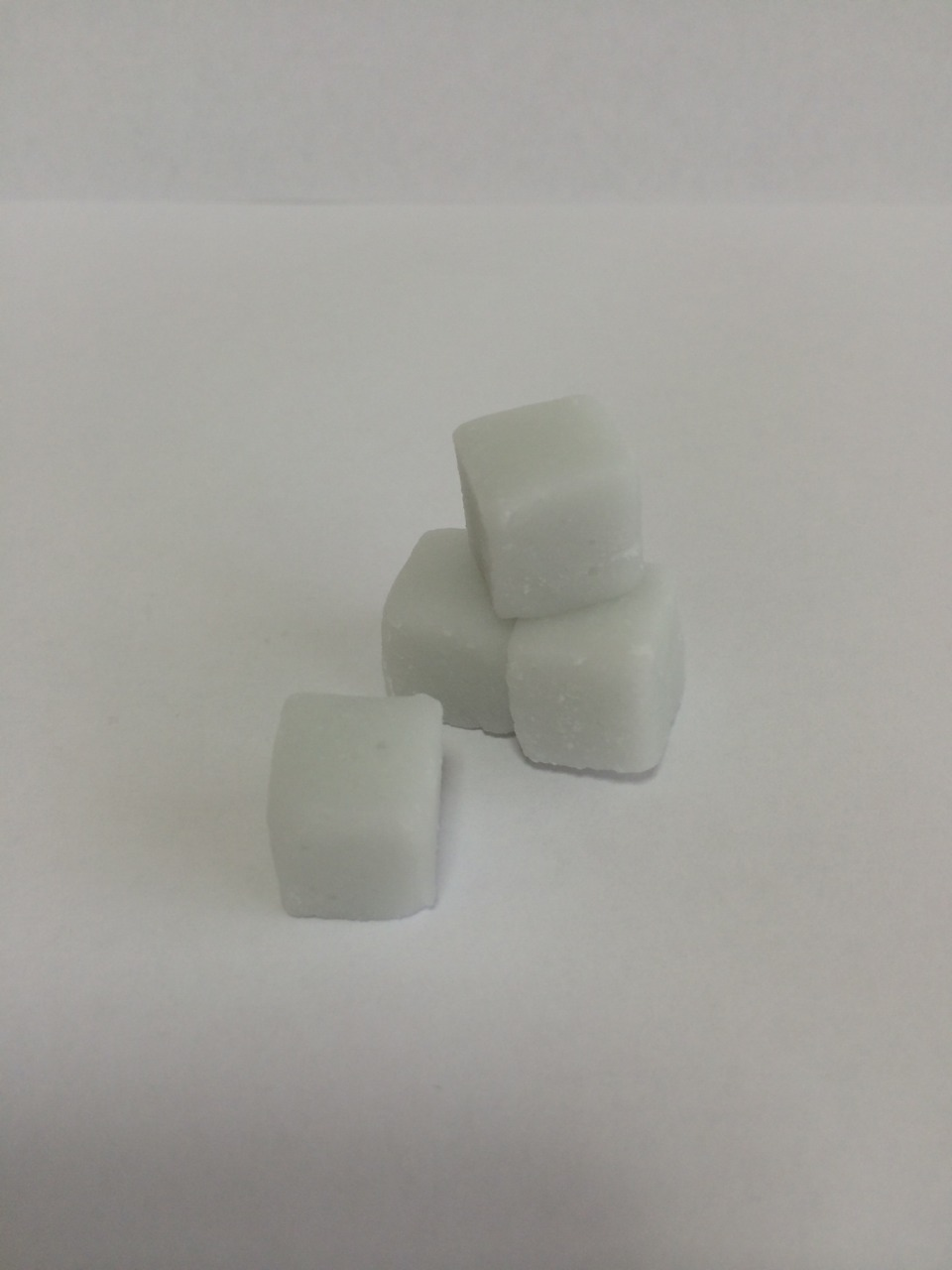
生ラムネグミ

生ラムネ（なまラムネ）は、森永製菓が販売していたキャンディ菓子。1センチ大の立方体。種類は2016年9月現在、ラムネ味のみであった。国内生産。かつての製品名は「生ラムネグミ」。

## 概要
特徴は、自社で販売しているラムネを、新食感のグミとして売り出していた。温度によって食感が変化するようになっており、冷凍・冷蔵・室温によって3種類の食感が楽しめるようになっていた。ハート型が入っていることもあった。
冬季期間限定販売で、白い生ラムネグミ（ホワイトソーダ味）が販売されたことがあった。かつてぶどう味、苺味、コーラ味などが販売されていた。
2010年に販売を開始し、2018年3月に販売を終了。

## これまでにCM出演した有名人
- 上戸彩（2013年）